# Datelov
Datelov je malá vesnice, část městyse Dešenice v okrese Klatovy v Plzeňském kraji. Nachází se asi pět kilometrů jihovýchodně od Dešenic. Je zde evidováno 7 adres. V roce 2011 zde trvale žilo devět obyvatel.
Datelov je také název katastrálního území o rozloze 2,47 km².

## Historie
První písemná zmínka o vesnici pochází z roku 1379. V té době byl Datelov součástí dešenického panství v majetku Racka z rodu Kanických z Čachrova. V roce 1654 osada nesla název Dottelhof a podle berní buly měla čtyři chalupníky, tři zahradníky a tři vyhořelá stavení.

## Obyvatelstvo
| Rok            | 1869 | 1880 | 1890 | 1900 | 1910 | 1921 | 1930 | 1950 | 1961 | 1970 | 1980 | 1991 | 2001 | 2011 | 2021 |
| -------------- | ---- | ---- | ---- | ---- | ---- | ---- | ---- | ---- | ---- | ---- | ---- | ---- | ---- | ---- | ---- |
| Počet obyvatel | 118  | 111  | 118  | 103  | 107  | 92   | 96   | 30   | 16   | 26   | 32   | 6    | 8    | 9    | 9    |
| Počet domů     | 17   | 17   | 17   | 17   | 15   | 14   | 14   | 15   | 15   | 6    | 6    | 5    | 7    | 7    | 7    |

## Obecní správa
Při sčítání lidu v letech 1850–1899 Datelov byl osadou obce Děpoltice v okrese Klatovy. V letech 1900–1949 byl samostatnou obcí v okrese Klatovy. V letech 1950–1975 byl znovu osadou obce Děpoltice v okrese Klatovy. Od 1. ledna 1976 je částí městyse Dešenice v okrese Klatovy. V letech 1900–1949 k obci patřilo Městiště.

## Pamětihodnosti
- Venkovský dům čp. 1 (kulturní památka ČR)[11]
- Přírodní rezervace Městišťské rokle

### Kaple svaté Britty
Ve vesnici stála na rozcestí dřevěná kaple svaté Britty. Po druhé světové válce chátrala až v roce 1968 byla zbořena. V letech 1999 byly zahájena stavba repliky původní kapličky. Stavba probíhala asi dvacet metrů od původního místa bývalé kapličky. Dne 25. srpna 2001 byla kaple vysvěcena. Kaplička náleží pod farnost Nýrsko vikariát klatovský diecéze plzeňská.